# Olivier Pettit
Olivier Pettit, nacido el 16 de diciembre de 1918 en París y fallecido el 18 de diciembre de 1979 en Draguignan, fue un escultor y ceramista francés.

## Datos biográficos
Olivier Pettit nació el 16 de diciembre de 1918 en París en el XIV Distrito de París. Comenzó sus estudios de escultura en la Escuela de Bellas Artes de París, que fueron interrumpidos durante la Segunda Guerra Mundial para servir en la Marina francesa, y posteriormente en el ejército de la Francia Libre.
Después de la guerra, se instala en casa de sus padres, en la rue del Odeón de París junto a su esposa Carmen, que había conocido durante sus misiones especiales en España. reemprende sus estudios de Bellas Artes en París en 1945 y los concluye en 1952 obteniendo un primer segundo puesto del Premio de Roma en escultura. Se beneficia entonces de una beca en la Casa de Velázquez de Madrid de 1953 a 1954, con largas estancias posteriores en Vallauris donde se dedicó principalmente a la ceraámica.
Después , instalado en la rue Hallé de Paris, trabajó la escultura, el dibujo, la cerámica y el gres. En 1968, se instala en el Departamento de Var, en la comuna de Flayosc y continuó trabajando hasta el final de su vida.
Firmó sus obras, a mano, con sus iniciales: una P atravesando verticalmente una O.
Falleció el 18 de diciembre de 1979. Reposa en el cementerio Norte de Melun.

## Galardones
Entre los premios y galardones otorgados a Olivier Pettit se incluyen los siguientes:
- El segundo premio de escultura de Roma
- Medalla de Plata en la Exposición Internacional de Cerámica en Cannes en 1956
- Medalla de Plata en la Exposición francesa de cerámica